# ジシアン
ジシアン (dicyan) は、分子式 C2N2 で表される化合物である。青素、シアノゲン、シアノジェン（英: cyanogen）あるいはシュウ酸ジニトリル（英: oxalonitrile）とも呼ばれ、また単にシアン（独: Cyan）といえばこの物質またはシアノ基のことを指す。

## 性質
シアノ基2つが炭素原子同士で共有結合した構造 (NCCN) を持つが、異性体としてイソシアノゲン (NCNC) およびジイソシアノゲン (CNNC) も知られている。
常温では特有の臭気をもつ無色の気体である。冷水と反応してシアン化水素とシアン酸を生ずるなど、ジハロゲン分子 (X2) と似た性質を示す擬ハロゲンである。
エーテルに比較的溶けやすい。塩酸中でスズと反応させるとエチレンジアミンに還元される。
酸素との至適混合気を燃焼させると桃色の炎を上げ 4600 ℃ という高温になる。
{\displaystyle {\ce {C2N2 + 2O2 -> 2CO2 + N2}}}
これは燃焼によって水を生じないためである。一方アセチレンのように燃焼により水が生じると、3000 ℃ ほどで水分子が解離するためそれ以上の高温にはならない。

## 製法
実験室レベルではシアン化水銀など重金属塩の熱分解によって得られる。
{\displaystyle {\ce {2Hg(CN)2 -> C2N2 + Hg2(CN)2}}}
他にたとえば硫酸銅(II)のような二価銅の水溶液にシアン化物を加えると、不安定なシアン化銅(II)が生成し速やかにシアン化銅(I)とジシアンに分解する。
{\displaystyle {\ce {2CuSO4 + 4KCN -> C2N2 + 2CuCN + 2K2SO4}}}
五酸化二リンによるオキサミド（シュウ酸アミド、{\displaystyle {\ce {H2NC(=O)C(=O)NH2}}}）の脱水、炭素と窒素の高温加熱などでも得られる。
工業的には塩素と二酸化ケイ素触媒を用いたり、二酸化窒素と銅の化合物を用いたりして、シアン化水素を酸化することで製造されている。また窒素とアセチレンの混合気に放電して得る方法もある。

## パラシアン
高温で長時間加熱すると重合体のパラシアンを生成し、この重合は光をあてることによって促進される。パラシアンは不溶液の黒褐色の粉末で、800 ℃以上に熱すると再びジシアンを遊離する。

## 歴史
スウェーデンの化学者カール・ヴィルヘルム・シェーレが紺青から単離したのが最初で、その後1815年にジョセフ・ルイ・ゲイ＝リュサックが合成して実験式を与え、ギリシャ語の瑠璃色 (κύανος) に因んでcyanogèneと命名した。
19世紀後半の肥料工学の成長に伴い重要性を増し、今日でも化学肥料生産における重要な中間産物となっている。またニトロセルロース生産における安定剤としても使われている。

## 安全性
他の無機シアン化合物と同様、還元によりシアン化水素を生じ、ミトコンドリアにおける呼吸を阻害することで高い毒性を示す。また眼や呼吸器に対して刺激性がある。ジシアンを吸引すると、頭痛、めまい、頻脈、吐き気、嘔吐、意識喪失、痙攣を引き起こし死に至る。